# Enpinanga borneensis
Enpinanga borneensis is een vlinder uit de familie van de pijlstaarten (Sphingidae). De wetenschappelijke naam van de soort werd in 1879 gepubliceerd door Arthur Gardiner Butler.